# Alligator Records
Pour les articles homonymes, voir Alligator (homonymie).
Alligator Records est un label discographique américain de blues, basé à Chicago, dans l'Illinois.

## Histoire
Le label est fondé en 1971 par Bruce Iglauer grâce à ses économies pour enregistrer et produire son groupe préféré, Hound Dog Taylor and the HouseRockers, que son employeur, Bob Koester de Delmark Records, avait refusé d'enregistrer. Neuf mois après la sortie du premier album, il cesse de travailler chez Delmark Records pour se consacrer entièrement à son groupe et à son label. Seuls 1 000 exemplaires du premier album de Taylor sont produits, tandis qu'Iglauer prend en charge la gestion du groupe. Parmi les autres premières sorties du label naissant figurent des enregistrements de Big Walter Horton avec Carey Bell et Fenton Robinson. En 1976, l'album I Got What It Takes de Koko Taylor est nommé pour un Grammy Award, et Albert Collins signe bientôt sur le label. Iglauer travaille principalement comme producteur exécutif.
En 1982, le label remporte son premier Grammy Award pour l'album I'm Here de Clifton Chenier. Le deuxième Grammy est décerné en 1985 pour Showdown! d'Albert Collins, Johnny Copeland et Robert Cray. En 1991, une compilation du 20e anniversaire est publiée.
Depuis sa création, Alligator Records a publié plus de 250 albums de blues et de blues/rock, ainsi qu'une défunte série de disques de reggae. Les artistes d'Alligator comprennent Lonnie Mack, Marcia Ball, Koko Taylor, Lonnie Brooks, Lil' Ed and the Blues Imperials, Eddy Clearwater, Sam Lay, Smokin' Joe Kubek, Roomful of Blues, Eric Lindell, JJ Grey and MOFRO, Lee Rocker, Cephas and Wiggins, et Michael Burks. Les vétérans Charlie Musselwhite et James Cotton ont également signé avec le label.
Alligator célèbre son 40e anniversaire en 2011, tout en déclarant un bénéfice pour l'année précédente. En janvier 2021, Exceleration Records investit dans Alligator, devenant un partenaire financier et administratif avec Iglauer. En 2021, Alligator célèbre son 50e anniversaire, à l'occasion duquel la maire de Chicago, Lori Lightfoot, déclare le 18 juin 2021 « Alligator Records Day » à Chicago, et la représentante américaine Jan Schakowsky ajoute des commentaires sur le rôle d'Iglauer et d'Alligator dans « l'héritage culturel américain de la musique blues de Chicago » dans le dossier du Congrès.

## Artistes notables
- Luther Allison[1]
- Marcia Ball
- Lonnie Brooks[1]
- Clarence « Gatemouth » Brown
- Roy Buchanan
- Michael Burks
- Chris Cain
- Clifton Chenier
- Albert Collins
- Shemekia Copeland
- Robert Cray
- Buddy Guy[1]
- Dave Hole
- Lazy Lester
- Charlie Musselwhite
- Professor Longhair
- Kenny Neal
- Otis Rush
- Son Seals
- Hound Dog Taylor
- Koko Taylor[1]
- Sonny Terry
- Rufus Thomas
- Johnny Winter[1]
- Buckwheat Zydeco